# Hume Cronyn
Hume Blake Cronyn, Jr. (London, 18 luglio 1911 – Fairfield, 15 giugno 2003) è stato un attore statunitense di origini canadesi.
Nel 1945 fu candidato all'Oscar al miglior attore non protagonista per La settima croce.

## Biografia

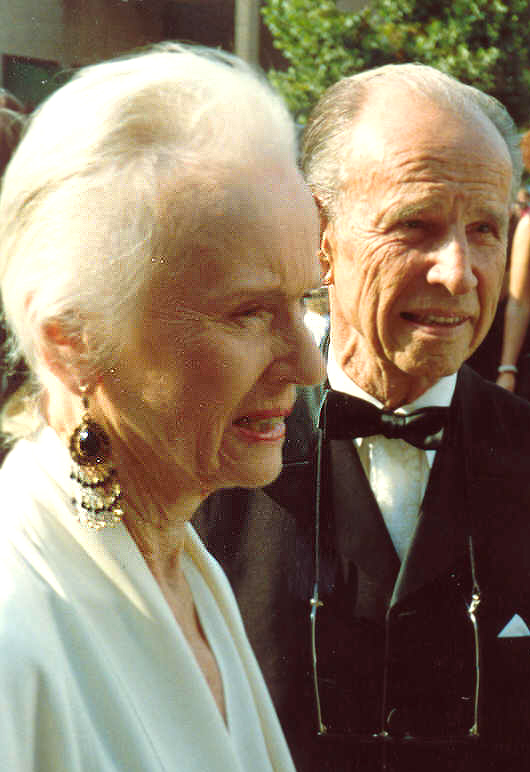
Hume Cronyn e la moglie Jessica Tandy nel 1988

Cronyn nacque a London, in Ontario, quinto figlio di Hume Blake Cronyn, Sr., uomo d'affari e membro del Parlamento Canadese (al quale fu dedicato l'osservatorio Hume Cronyn Memorial Observatory e l'asteroide 12050 Humecronyn) e di Frances Amelia Labatt, ricca ereditiera canadese. Dopo essersi diplomato al Ridley College, Cronyn studiò drammaturgia alla McGill University, e continuò gli studi di recitazione alla scuola di Max Reinhardt e alla American Academy of Dramatic Arts. Nel 1934 debuttò sul palcoscenico a Broadway nell'opera teatrale Hipper's Holiday, e divenne noto per la sua versatilità di interprete.
L'esordio nel cinema avvenne nel 1943 con L'ombra del dubbio (1943) di Alfred Hitchcock, dal quale fu poi diretto in Prigionieri dell'oceano (1944). Sempre nel 1944 ottenne la candidatura all'Oscar quale miglior attore non protagonista per il drammatico La settima croce (1944) di Fred Zinnemann, in cui apparve accanto alla moglie, l'attrice Jessica Tandy (sposata nel 1942), che fu sua partner sul palcoscenico in produzioni teatrali degli anni successivi.
Divenuto cittadino statunitense nel 1966, Cronyn continuò ad alternare l'attività cinematografica con quella teatrale, ed ebbe un'occasione di rinnovata popolarità negli anni ottanta, grazie alla sua partecipazione a pellicole come Cocoon - L'energia dell'universo (1985) e Cocoon - Il ritorno (1988). Nel 1991 pubblicò la propria autobiografia dal titolo A Terrible Liar.
Morì nel 2003 a 91 anni, per un cancro alla prostata, nella sua casa di Fairfield (Connecticut).

## Vita privata
Dopo la morte della sua prima moglie Jessica Tandy, avvenuta nel 1994, si risposò nel 1996 con la scrittrice Susan Cooper.

## Filmografia

### Cinema
- L'ombra del dubbio (Shadow of a Doubt), regia di Alfred Hitchcock (1943)
- La croce di Lorena (The Cross of Lorraine), regia di Tay Garnett (1943)
- Il fantasma dell'Opera (Phantom of the Opera), regia di Arthur Lubin (1943)
- Prigionieri dell'oceano (Lifeboat), regia di Alfred Hitchcock (1944)
- La settima croce (The Seventh Cross), regia di Fred Zinnemann (1944)
- Blonde Fever, regia di Richard Whorf (1944)
- Main Street After Dark, regia di Edward L. Cahn (1945)
- The Sailor Takes a Wife, regia di Richard Whorf (1945)
- Ziegfeld Follies, regia di Lemuel Ayers, Roy Del Ruth (1945)
- Una lettera per Eva (A Letter for Eve), regia di Jules Dassin (1946)
- Anni verdi (The Green Years), regia di Victor Saville (1946)
- Il postino suona sempre due volte (The Postman Always Rings Twice), regia di Tay Garnett (1946)
- In fondo al cuore (The Secret Heart), regia di Robert Z. Leonard (1946)
- La morte è discesa a Hiroshima (The Beginning or the End), regia di Norman Taurog (1947)
- Forza bruta (Force Brute), regia di Jules Dassin (1947)
- La sposa ribelle (The Bride Goes Wild), regia di Norman Taurog (1948)
- La pietra dello scandalo (Top o' the Morning), regia di David Miller (1949)
- La gente mormora (People Will Talk), regia di Joseph L. Mankiewicz (1951)
- Crowded Paradise, regia di Fred Pressburger, Ben Gradus (1956)
- Sunrise at Campobello, regia di Vincent J. Donehue (1960)
- Cleopatra, regia di Joseph L. Mankiewicz (1963)
- Il compromesso (The Arrangement), regia di Elia Kazan (1969)
- Chicago Chicago (Gaily, Gaily), regia di Norman Jewison (1969)
- Uomini e cobra (There was a Crooked Man), regia di Joseph L. Mankiewicz (1970)
- Perché un assassinio (The Parallax View), regia di Alan J. Pakula (1974)
- Conrack, regia di Martin Ritt (1974)
- Il volto dei potenti (Rollover), regia di Alan J. Pakula (1981)
- Crazy Runners - Quei pazzi pazzi sulle autostrade (Honky Tonk Freeway), regia di John Schlesinger (1981)
- Il mondo secondo Garp (The World According to Garp), regia di George Roy Hill (1982)
- Impulse, regia di Graham Baker (1984)
- Cocoon - L'energia dell'universo (Cocoon), regia di Ron Howard (1985)
- Chi più spende... più guadagna! (Brewster Millions), regia di Walter Hill (1985)
- Miracolo sull'8ª strada (Batteries Not Included), regia di Matthew Robbins (1987)
- Cocoon - Il ritorno (Cocoon: The Return), regia di Daniel Petrie (1988)
- Il rapporto Pelican (The Pelican Brief), regia di Alan J. Pakula (1993)
- Camilla, regia di Deepa Mehta (1994)
- La stanza di Marvin (Marvin's Room), regia di Jerry Zaks (1996)

### Televisione
- The Alcoa Hour – serie TV, episodi 1x17-2x02-2x10 (1956-1957)
- Climax! – serie TV, episodio 2x20 (1956)
- Alfred Hitchcock presenta (Alfred Hitchcock Presents) – serie TV, episodi 2x04-3x38 (1956-1958)
- General Electric Theater – serie TV, episodi 5x04-6x30 (1957-1958)
- Telephone Time – serie TV, episodio 3x26 (1958)
- The DuPont Show of the Month – serie TV, episodio 1x05 (1958)
- La luna e sei soldi (The Moon and Sixpence) – film TV (1959)
- Casa di bambola (Doll's House) – film TV (1959)
- La parola ai giurati (Twelve Angry Men), regia di William Friedkin – film TV (1997)
- La vera storia di Babbo Natale (Santa and Pete), regia di Duwayne Dunham (1999) – film TV
- Sea People, regia di Vic Sarin – film TV (1999)

## Doppiatori italiani
Nelle versioni in italiano delle opere in cui ha recitato, Hume Cronyn è stato doppiato da:
- Bruno Persa in Prigionieri dell'oceano, Anni verdi, Forza bruta, Il compromesso
- Manlio Busoni ne Il fantasma dell'Opera, Cleopatra
- Mario Bardella in Cocoon - L'energia dell'universo, Miracolo sull'8ª strada
- Dante Biagioni ne Il postino suona sempre due volte (ridoppiaggio), La parola ai giurati
- Lauro Gazzolo ne La gente mormora
- Fausto Tommei in Uomini e cobra
- Dario Penne in Perché un assassinio
- Mario Milita in Crazy Runners - Quei pazzi pazzi sulle autostrade
- Giuseppe Fortis in Chi più spende... più guadagna!
- Gil Baroni in Cocoon - Il ritorno
- Giorgio Piazza ne Il rapporto Pelican
- Sandro Sardone ne La stanza di Marvin
- Sandro Tuminelli in Alone
- Piero Tiberi ne La settima croce (ridoppiaggio)

## Premi e riconoscimenti
- Primetime Emmy Awards
  - 1990 - Migliore attore protagonista in una miniserie o film - Age-Old Friends
  - 1994 - Migliore attore protagonista in una miniserie o film - To Dance with the White Dog
- Premio Oscar
  - 1945 - Candidatura all'Oscar al miglior attore non protagonista per La settima croce